# ボリス・マレンコ
ボリス・マレンコ（Boris "The Great" Malenko、本名：Lawrence J. Simon、1933年6月28日 - 1994年8月27日）は、アメリカ合衆国のプロレスラー。ニュージャージー州ニューアーク出身。
現役選手時代はチェーン・デスマッチの名手として活躍し、引退後はヒールのマネージャーとなって悪名を轟かせた。トレーナーとしても、日本人レスラーを含め多くの選手を育成した。息子のジョー・マレンコとディーン・マレンコも元プロレスラーである。

## 来歴
デビュー当時はクラッシャー・ドゥガン（Crusher Dugan）などのリングネームを用い、テキサス地区で活動。本名のラリー・サイモン名義でニューヨークや中西部を転戦した後、ナチス・ギミックのオットー・フォン・クラップ（Otto Von Krupp）に変身、1961年11月23日にボブ・ガイゲルと組んでAWA世界タッグ王座を獲得した。AWAではカール・クラウザー、ハードボイルド・ハガティ、ミスターM、テキサス・マッケンジーとも対戦している。
その後、ロシア人ギミックのヒール、プロフェッサー・ボリス・マレンコ（"Professor" Boris Malenko）として活動。1962年7月19日にはフロリダ州ジャクソンビルにてバディ・ロジャースのNWA世界ヘビー級王者に挑戦。1963年からはWWWFにも進出し、ボボ・ブラジルやペドロ・モラレスと対戦、11月5日にはコネチカット州ブリッジポートにてブルーノ・サンマルチノのWWWF世界ヘビー級王座に挑戦した。
1965年1月、グレート・マレンコ（Great Malenko）のリングネームで日本プロレスに初来日。以降、1960年代後半からはフロリダを主戦場に活動。1967年5月16日にワフー・マクダニエルからフロリダ・ヘビー級王座を、1968年7月4日にはエディ・グラハムからブラスナックル王座を奪取。タッグではジョニー・バレンタインとのコンビでホセ・ロザリオ&ジョー・スカルパから南部タッグ王座を奪取している。
1970年はテキサス州ダラス地区にて、キラー・カール・コックス、リッパー・シクナ、ロード・チャールズ・モンタギューらと共に、ジョニー・バレンタイン率いるヒール軍団の一員となって活躍。ミル・マスカラスやワフー・マクダニエルと抗争し、5月18日には同地区のエースだったフリッツ・フォン・エリックを破りNWAアメリカン・ヘビー級王座を獲得した。主戦場のフロリダでは1971年から1972年にかけて、ビューティフル・ブルータス、サイクロン・ネグロ、ターザン・タイラー、ディック・マードック、ボビー・ダンカン、ベアキャット・ライト、ポール・ジョーンズらを相手に、虎の子のブラスナックル王座を巡る流血試合を展開。同王座を通算8回獲得して、ラフファイターとしての名声を高めた。
1973年5月にはアブドーラ・ザ・ブッチャーやルーファス・ジョーンズと共に全日本プロレス、1974年10月にはザ・シークやアーニー・ラッドと共に新日本プロレスに参戦。新日本プロレスでは、シリーズ後半戦に特別参加したアンドレ・ザ・ジャイアントともタッグを組んだ。
1976年より、NWAミッドアトランティック地区でプレイング・マネージャーに転向。タキシード、ステッキ、葉巻をトレードマークに悪の紳士をイメージしたキャラクターとなり、マスクド・スーパースターやキム・ドクらヒール勢をコントロールした。
1978年3月にはスーパースターに同行して新日本プロレスに再来日。火のついた葉巻をアントニオ猪木の目に押し付け、激怒した猪木が制裁目的のシングルマッチを行うなどのアングルも組まれた（このアングルは前年の1977年、ミッドアトランティック地区でのスーパースターとマイティ・イゴールの抗争においても行われていた）。新日本プロレスには1979年1月にも、フロリダ地区でタッグを組んでいたボブ・ループのマネージャーとして来日している。
その間はレスラーとしても、1978年下期にアラバマのサウスイースタン・チャンピオンシップ・レスリングにて、ロバート・フラーやロニー・ガービンとNWAサウスイースタン・ヘビー級王座を争った。キャリア末期の1979年はループやボブ・オートン・ジュニアと共に、ランディ・サベージの父親アンジェロ・ポッフォが主宰していた独立団体ICWに出場した。
引退後、1980年代後半よりホームタウンのフロリダ州タンパでプロレスリング・ジムを運営。彼のジム "Malenko School of Wrestling" は日本では「マレンコ道場」と呼ばれ、同じくタンパに居住していたカール・ゴッチの仲介により、第2次UWFに数々の門下生が来日した。
1994年8月27日、血液癌のため死去。61歳没。2016年にはNWA殿堂、2018年にはWWE殿堂のレガシー部門に迎えられた。

## 獲得タイトル
アメリカン・レスリング・アソシエーション
- AWA世界タッグ王座：1回（w / ボブ・ガイゲル）[5]

チャンピオンシップ・レスリング・フロム・フロリダ
- NWAフロリダ・ブラスナックル王座：8回[11]
- NWAフロリダ・ヘビー級王座：1回[10]
- NWAフロリダ・タッグ王座：2回（w / ボブ・ループ、ジョニー・ウォーカー）[24]
- NWA南部ヘビー級王座（フロリダ版）：1回[25]
- NWA南部タッグ王座（フロリダ版）：1回（w / ジョニー・バレンタイン）[12]

サウスイースタン・チャンピオンシップ・レスリング
- NWAサウスイースタン・ヘビー級王座：1回[20]
- NWAサウスイースタンTV王座：1回[26]

NWAビッグタイム・レスリング
- NWAアメリカン・ヘビー級王座：1回[13]
- NWAアメリカン・タッグ王座：1回（w / ロード・チャールズ・モンタギュー）[27]
- NWAテキサス・ヘビー級王座：1回[28]
- NWAテキサス・タッグ王座：1回（w / キラー・カール・コックス）[29]

ナショナル・レスリング・アライアンス
- NWA殿堂：2016年[30]

WWE
- WWE殿堂（レガシー部門） : 2018年[23]

## 育成選手
- ジョー・マレンコ
- ディーン・マレンコ
- バディ・ランデル
- フレッド・オットマン
- クリス・チャンピオン（英語版）
- バリー・ホロウィッツ（英語版）
- ポール・ダイヤモンド
- ノーマン・スマイリー
- デビッド・ヒース
- マーク・メロ
- ショーン・ウォルトマン
- グレン・ジェイコブズ
- クリス・ウェイリー（ザ・セイント）
- ヴァン・ハマー（英語版）
- ホーレス・ホーガン（英語版）
- ジョニー "ジャンボ" バレット
- マック・ローシュ
- ウェリントン・ウィルキンス・ジュニア
- カール・マレンコ
- デビー・マレンコ
- ポイズンJULIE澤田
- 石川雄規
- 島田裕二
- 内藤恒仁
- 竜司ウォルター